# Parotoplanella heterorhabditica
Parotoplanella heterorhabditica är en plattmaskart som beskrevs av Lanfranchi 1969. Parotoplanella heterorhabditica ingår i släktet Parotoplanella och familjen Otoplanidae. Inga underarter finns listade i Catalogue of Life.